# Powierzchnia falowa

Przykładowe powierzchnie falowe oznaczono jako czarne grube linie.

Powierzchnia falowa, czoło fali – miejsce geometryczne punktów o tej samej fazie drgań w przestrzeni objętej zaburzeniem falowym. Jeżeli źródło fali jest punktowe, to powierzchnią falową w przestrzeni trójwymiarowej izotropowej jest powierzchnia kuli, w przestrzeni dwuwymiarowej – okrąg. Ze względu na kształt czoła fali wyróżnia się m.in. fale kuliste, cylindryczne, koliste (na płaszczyźnie) i płaskie.
Czoło fali dla fal aperiodycznych (np. paczki falowej, fali uderzeniowej) ma jeszcze dodatkowe znaczenie. Jest to powierzchnia, która stanowi granicę między częścią zaburzoną, a częścią niezaburzoną, gdzie fala jeszcze nie dotarła. W tym przypadku czoło fali jest pierwszą powierzchnią falową. Jeżeli fala rozchodzi się z punktowego źródła w jednorodnym ośrodku, to w izotropowym ośrodku trójwymiarowym czoło fali jest sferą, której promień można określić jako iloczyn czasu oraz prędkości grupowej fali.